# 库肯霍夫

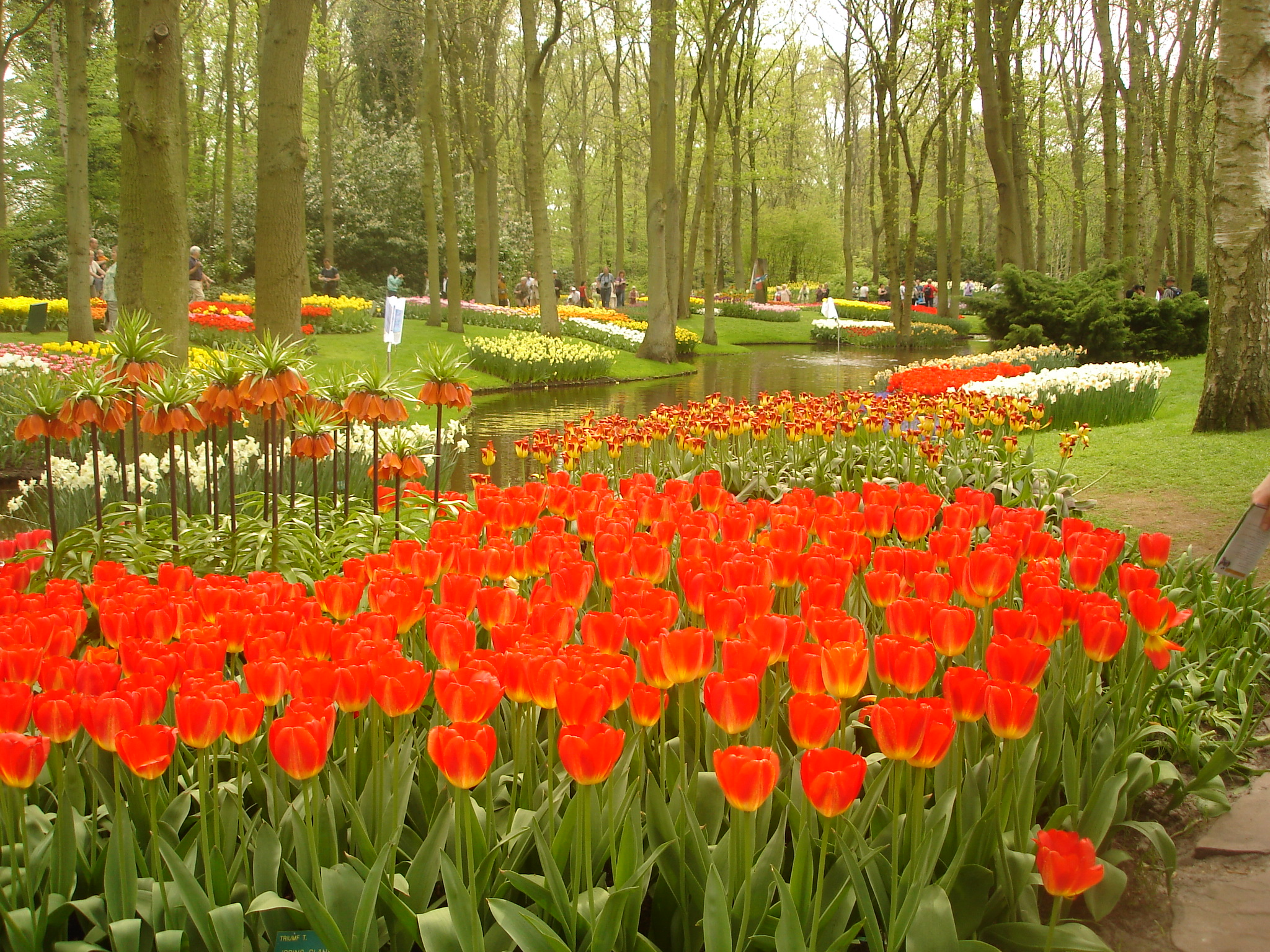
库肯霍夫的郁金香

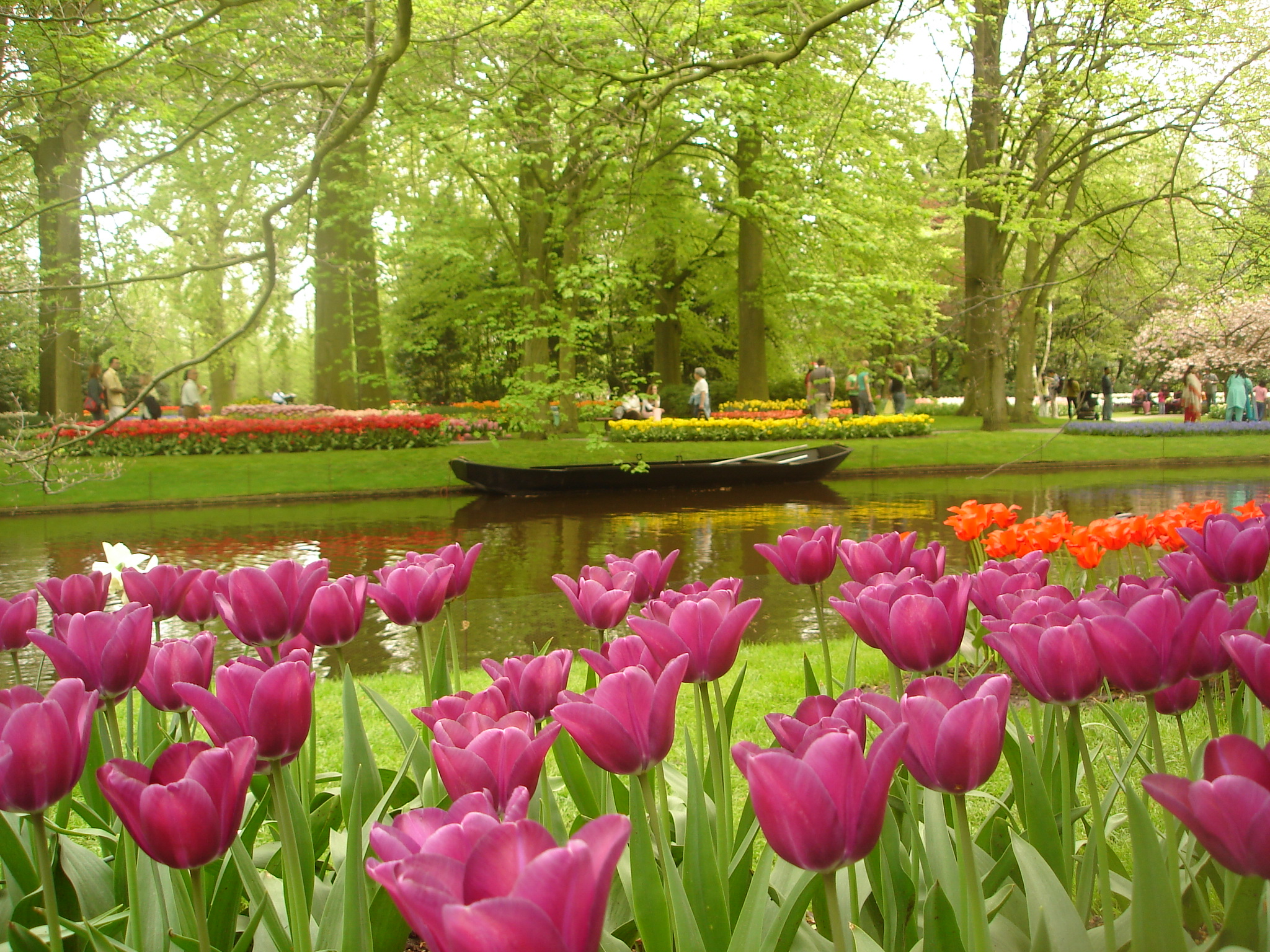
库肯霍夫的一叶小舟，前景为郁金香

库肯霍夫（Keukenhof，发音为/ˈkøːkənˌhɔf/，在荷兰文中意为Kitchen garden，厨房花园，因15世纪时园内主要种植贵族厨房所需的草药和蔬菜而得名），又称欧洲花园（Garden of Europe），位于荷兰利瑟附近，占地33公顷，是世界上最大的花园。根据库肯霍夫公园的官方网站，大约7,000,000株花球茎被种植于该公园内。该公园对面就是库肯霍夫城堡。
库肯霍夫公园每年3月下旬至5月上旬对外开放。